# أيغيرا
أيييرا (Αιγείρα) هي مدينة في أهيا في مقاطعة كينتريكي إلادا في اليونان.
يبلغ عدد سكانها حوالي 1664 نسمة.